# Inner London

Inner London (historisches Gebiet in rot):
1 City of London
2 City of Westminster
3 Kensington and Chelsea
4 Hammersmith and Fulham
5 Wandsworth
6 Lambeth
7 Southwark
8 Tower Hamlets
9 Hackney
10 Islington
11 Camden
21 Lewisham
22 Greenwich (nicht Teil der statistischen Definition)
27 Newham (Teil der statistischen Definition)
29 Haringey (Teil der statistischen Definition)

Inner London ist ein für statistische und Verwaltungszwecke verwendeter Begriff für die zentralen Gebiete von Greater London. Die äußeren Stadtbezirke werden Outer London zugerechnet.
Inner London umfasst folgende Stadtbezirke: Camden, City of London, City of Westminster, Greenwich, Hackney, Hammersmith and Fulham, Islington, Kensington and Chelsea, Lambeth, Lewisham, Southwark, Tower Hamlets, Wandsworth. Auf diesem Gebiet lebten 2011 3.231.901 Menschen.
Das Gebiet bildete von 1855 bis 1889 die Metropolis (vgl. Metropolitan Board of Works, Metropolitan Railway, Metropolitan Police Service) und von 1889 bis 1965 das County of London unter dem London County Council.
Das Office for National Statistics verwendet diesen Begriff ebenfalls, hat allerdings die Grenzen etwas verschoben. Es zählt Haringey und Newham ebenfalls zu Inner London, nicht aber Greenwich. Auch Eurostat, die europäische Statistikbehörde, verwendet diese Einteilung.
Im Allgemeinen haben Telefonnummern in Inner London die Form 020-7xxx-xxxx, während Nummern in Outer London die Form 020-8xxx-xxxx haben.